# Viñuelas
Viñuelas község Spanyolországban, Guadalajara tartományban. Viñuelas Valdenuño Fernández, El Cubillo de Uceda, Villaseca de Uceda és Fuentelahiguera de Albatages községekkel határos. Lakosainak száma 183 fő (2024).

## Népesség
A település népessége az utóbbi években az alábbiak szerint változott:
| Lakosok száma | 123  | 118  | 123  | 107  | 142  | 153  | 143  | 148  | 182  | 183  |
|               | 2001 | 2004 | 2006 | 2009 | 2011 | 2014 | 2016 | 2019 | 2021 | 2024 |